# Waldemar Dobrowolski
Waldemar Dobrowolski (ur. 9 grudnia 1958 w Łęczycy) – polski rolnik i polityk, poseł na Sejm RP II kadencji.

## Życiorys
Ukończył studia na Wydziale Ogrodniczym Akademii Rolniczej w Lublinie. Zajął się prowadzeniem własnego gospodarstwa rolnego w Leśmierzu. W 1993 uzyskał mandat posła na Sejm II kadencji, który wykonywał do 1997. Został wybrany w okręgu płockim z listy Polskiego Stronnictwa Ludowego. Zasiadał w Komisji Obrony Narodowej, Komisji Polityki Przestrzennej, Budowlanej i Mieszkaniowej oraz Komisji Ustawodawczej, był także członkiem trzech podkomisji.
Działacz organizacji rolniczych, został członkiem zarządu Federacji Związków Pracodawców – Dzierżawców i Właścicieli Rolnych, a także prezesem Związku Pracodawców i Producentów Rolnych w Łodzi.
W 2000 otrzymał Złoty Krzyż Zasługi.